# National 400 1961
National 400 1961 var ett stockcarlopp ingående i Nascar Grand National Series (nuvarande Nascar Cup Series) som kördes 15 oktober 1961 på den 1,5 mile (2,414 km) långa ovalbanan  Charlotte Motor Speedway i Concord i North Carolina. Totalt avverkades 400,5 miles (644,542 km) fördelat på 267 varv. Banunderlaget var asfalt. Loppet vanns av Joe Weatherly i en Pontiac på tiden 3:20:20 körande för Bud Moore Engineering. Weatherlys snitthastighet uppgick till 119.95 mph. Prispotten uppgick till 42 050 dollar, varav 9 510 dollar gick till segraren.

## Resultat
| Plc     | Nr | Förare           | Team/ bilägare        | Konstruktör | Start | Varv | Ledda varv |
| ------- | -- | ---------------- | --------------------- | ----------- | ----- | ---- | ---------- |
| 1       | 8  | Joe Weatherly    | Bud Moore Engineering | Pontiac     | 6     | 267  | 5          |
| 2       | 43 | Richard Petty    | Petty Enterprises     | Plymouth    | 22    | 267  | 0          |
| 3       | 18 | Bob Welborn      | Bud Moore Engineering | Pontiac     | 14    | 267  | 51         |
| 4       | 6  | Cotton Owens     | Owens Racing          | Pontiac     | 21    | 266  | 0          |
| 5       | 4  | Rex White        | Rex White             | Chevrolet   | 13    | 264  | 0          |
| 6       | 42 | Darel Dieringer  | Petty Enterprises     | Pontiac     | 29    | 263  | 0          |
| 7       | 85 | Emanuel Zervakis | Monroe Shook          | Chevrolet   | 24    | 261  | 0          |
| 8       | 14 | Joe Lee Johnson  | Joe Lee Johnson       | Chevrolet   | 25    | 258  | 0          |
| 9       | 27 | Junior Johnson   | Rex Lovette           | Pontiac     | 12    | 256  | 100        |
| 10      | 30 | J.C. Hendrix     | Fred Clark            | Chevrolet   | 30    | 254  | 0          |
| 11      | 21 | Speedy Thompson  | Wood Brothers Racing  | Ford        | 10    | 252  | 0          |
| 12      | 15 | Johnny Allen     | Beau Morgan           | Ford        | 40    | 249  | 0          |
| 13      | 74 | L.D. Austin      | L.D. Austin           | Chevrolet   | 34    | 243  | 0          |
| 14      | 5  | Woodie Wilson    | Leroy Faucett         | Pontiac     | 26    | 242  | 0          |
| 15      | 96 | Tiny Lund        | J.L. Cheatham         | Chevrolet   | 36    | 234  | 0          |
| 16      | 19 | Herman Beam      | Herman Beam           | Ford        | 32    | 233  | 0          |
| 17      | 87 | Buck Baker       | Buck Baker Racing     | Chrysler    | 19    | 232  | 0          |
| 18      | 11 | Ned Jarrett      | B.G. Holloway         | Chevrolet   | 15    | 223  | 0          |
| 19      | 54 | Jimmy Pardue     | Jimmy Pardue          | Chevrolet   | 31    | 121  | 0          |
| 20      | 77 | Joe Jones        | Joe Jones             | Ford        | 33    | 220  | 0          |
| 21      | 3  | David Pearson    | John Masoni           | Pontiac     | 1     | 217  | 4          |
| 22      | 34 | Wendell Scott    | Scott Racing          | Chevrolet   | 42    | 191  | 0          |
| 23      | 1  | George Green     | Jess Potter           | Chevrolet   | 43    | 175  | 0          |
| 24      | 32 | Elmo Langley     | J.L. Cheatham         | Ford        | 18    | 169  | 0          |
| 25      | 23 | Doug Yates       | Raeford Johnson       | Pontiac     | 35    | 140  | 0          |
| 26      | 20 | Marvin Panch     | Smokey Yunick Racing  | Pontiac     | 5     | 136  | 0          |
| 27      | 82 | Elmo Henderson   | i.u.                  | Ford        | 23    | 122  | 0          |
| 28      | 68 | Ed Livingston    | Curtis Crider         | Ford        | 28    | 121  | 0          |
| 29      | 22 | Fireball Roberts | Smokey Yunick Racing  | Pontiac     | 2     | 113  | 107        |
| 30      | 66 | Bill Morgan      | Ratus Walters         | Ford        | 20    | 111  | 0          |
| 31      | 28 | Fred Lorenzen    | Holman Moody          | Ford        | 4     | 104  | 0          |
| 32      | 72 | Bobby Johns      | Shorty Johns          | Ford        | 8     | 55   | 0          |
| 33      | 94 | Banjo Matthews   | Matthews Racing       | Ford        | 3     | 54   | 0          |
| 34      | 86 | Herb Tillman     | Buck Baker Racing     | Chrysler    | 27    | 45   | 0          |
| 35      | 9  | Bunkie Blackburn | Wildcat Williams      | Ford        | 11    | 42   | 0          |
| 36      | 80 | Tubby Gonzales   | Tubby Gonzales        | Ford        | 41    | 38   | 0          |
| 37      | 47 | Jack Smith       | Jack Smith            | Pontiac     | 7     | 34   | 0          |
| 38      | 83 | Sal Tovella      | Jack Meeks            | Ford[       | 38    | 31   | 0          |
| 39      | 93 | Lee Reitzel      | Lee Reitzel           | Ford        | 39    | 31   | 0          |
| 40      | 62 | Curtis Crider    | Curtis Crider         | Mercury     | 37    | 27   | 0          |
| 41      | 29 | Nelson Stacy     | Dudley Farrell        | Ford        | 9     | 27   | 0          |
| 42      | 2  | Tommy Irwin      | Tom Daniels           | Chevrolet   | 16    | 20   | 0          |
| 43      | 59 | Ken Rush         | B.G. Holloway         | Pontiac     | 17    | 16   | 0          |
| Källor: |    |                  |                       |             |       |      |            |